# Efebo de Anticítera
O Efebo de Anticítera é uma escultura da Grécia Antiga, parte dos destroços de Anticítera, um naufrágio encontrado com várias preciosidades, incluindo o Mecanismo de Anticítera. O efebo é uma das raras obras em bronze que sobreviveram da Antiguidade Clássica.
A estátua pertence ao Museu Arqueológico Nacional de Atenas. A autoria da obra é desconhecida, bem como sua localização original. Alguns estudos sugerem que estava sendo levada da região grega da Ásia Menor, talvez de Éfeso, em direção à Itália. Representa um efebo (jovem) de pé, todo nu, na clássica postura do contrapposto, com o braço direito elevado e a mão em atitude de segurar um objeto, que se perdeu. Os olhos são incrustações de pedra colorida. Mede 1,94 m de altura, e foi fundido em várias partes juntas posteriormente.
O Efebo foi encontrado em 1900 junto aos destroços do naufrágio, ao largo da costa de Anticítera, por pescadores de esponjas, estando partido em muitos fragmentos e bastante corroído pela longa ação da água do mar. Um restauro preliminar foi realizado pelo escultor francês Alfred André logo após o achamento, quando foram recriados os fragmentos ausentes, especialmente nas áreas do abdômen, da pelve, dos flancos e dos ombros. As lacunas criaram problemas sérios para a recomposição da postura da figura e o resultado não foi muito satisfatório. Adicionalmente, o tratamento que aplicou no metal para livrá-lo da corrosão causou danos generalizados na superfície. O seu trabalho também sofreu críticas pelas liberdades que tomou na recriação das partes faltantes, por ter coberto toda a superfície com uma película de massa para ocultar as múltiplas emendas e rugosidades, e por tê-la pintado inteira, tornando impossível estudá-la cientificamente e determinar seu real estilo.
Assim, na década de 1950 foi decidido um outro restauro, empreendido por Christos Karouzos. O trabalho envolveu a remoção de todos os acréscimos de massa e tinta e a desmontagem total da obra, a fim de recompô-la com um posicionamento mais adequado. Ao longo deste processo foi descoberto que muitos fragmentos haviam sido reintegrados por André fora de sua posição correta. Este restauro produziu uma estátua à primeira vista similar ao resultado de André, mas uma análise mais detida mostra que muitos detalhes são diferentes, e o conjunto evidencia muito mais de perto sua aparência como deve ter sido originalmente, especialmente na sua postura. Um artigo descrevendo o restauro foi publicado em 1969.
O Efebo é uma obra altamente apreciada pela crítica especializada, considerado uma obra-prima da tradição grega. Opiniões mais antigas chegaram a atribuí-lo a algum dos grandes mestres do Classicismo Tardio, nomeadamente Praxíteles, Escopas ou Lísipo, ou a algum dos seus seguidores diretos, mas também se cogitou que fosse uma criação helenística inspirada em modelos clássicos, o que trouxe incerteza para sua datação. Em meados do século XX formou-se um consenso em sua datação como sendo 340–330 a.C., e foi enfatizada uma derivação da escola de Policleto, do Alto Classicismo, mas a situação não se consolidou. A partir da década de 1960 a polêmica aumentou em torno de sua datação e da caracterização do seu estilo, com alguns pesquisadores assinalando traços típicos do Alto Classicismo, como o modelado da musculatura do abdômen, outros indicando elementos que seriam típicos de um período um pouco posterior, como a estrutura do dorso, e outros ainda sugerindo que esse ecletismo de traços aponta para um artista helenístico, corrente que ressuscitou estilos anteriores produzindo combinações estilísticas tipicamente ecléticas. A polêmica continua.
A identificação do sujeito também tem se prestado a muito debate. A ausência de qualquer atributo distintivo torna impossível uma identificação precisa, surgindo sugestões de que tenha representado um deus, um heroi ou um mortal. A principal pista para uma definição é a posição do braço e mão direitos. Os dedos da mão estão em posição de parecerem ter segurado um objeto arredondado, e daí vários críticos sugeriram que tenha sido a maçã que Páris ofereceu à vencedora do concurso de beleza entre as deusas Afrodite, Atena e Hera. Esta teoria é criticada porque na tradição iconográfica de Páris o heroi é usualmente representado mais jovem e menos musculoso. Alternativamente, pode ter sido uma maçã do Jardim das Hespérides, que Hércules em seus Doze Trabalhos foi incumbido de coletar, e a postura do Efebo é consistente com a tradição iconográfica de Hércules no Jardim das Hespérides em ato de colher uma das maçãs de ouro. Remanescentes de um objeto também perdido em sua mão esquerda poderiam ser de uma pele de leão, elemento regularmente representado com o semideus. O posicionamento dos dedos, porém, não é uma evidência forte, pois podem também ter sustentado uma variedade de outros objetos, como uma coroa de louros, uma bola, uma grinalda de flores ou ainda outros.